# Siphonaria hispida
Siphonaria hispida (com a denominação geral lapa - limpet, em inglês - dada aos moluscos com este formato; embora as verdadeiras lapas sejam da subclasse Patellogastropoda) é uma espécie de molusco gastrópode marinho do oeste do oceano Atlântico, pertencente à família Siphonariidae da subclasse Heterobranchia e dotada de um pulmão que pode ser preenchido com ar atmosférico ou água marinha, além do vestígio de um sifão, no lado direito, que influencia no formato de suas conchas. Foi classificada por Bengt Hubendick, em 1946, na obra Systematic Monograph of the Patelliformia. Kunglige Svenska Ventenskapsakademiens Handlingar, ser. 3, 23 (5) : 1-93, 20 figs, 6 pls; com sua localidade-tipo descrita em três regiõesː Fernando de Noronha, Rio de Janeiro e Bahia. A etimologia da palavra hispida provém do latim "hispidus", significando "áspero", "eriçado" ou "acidentado"; "de superfície irregular" ou "desigual".

## Descrição da concha e hábitos
Concha pateliforme e geralmente castanha a enegrecida, dotada de uma escultura em relevo de 10 a 20 costelas cinza-esbranquiçadas, com disposição radial e de formato irregular em sua área sifonal; com até 2 centímetros de comprimento, quando desenvolvida, com lados convexos e ápice direcionado para cima. Não apresenta uma cicatriz muscular em sua vista inferior, onde o animal se abriga.
É encontrada aderida em rochas, falésias e costões rochosos, junto a cracas, bancos de mexilhões e outros caramujos da zona entremarés, incluindo o seu predador, Claremontiella nodulosa (C. B. Adams, 1845), em locais abrigados e expostos às ondas, alimentando-se de algas marinhas.

## Distribuição geográfica
Siphonaria hispida ocorre da região nordeste do Brasil (Fernando de Noronha e Paraíba) até a costa de São Paulo, na região sudeste do Brasil; incluindo Abrolhos, no estado da Bahia.